# Владимир Паршин (судно)
«Владимир Паршин», — це науково-дослідне судно України, гідрографічне і гідрологічне судно проекту 655, збудоване у Фінляндії.

## Історія
Судно побудоване у 1989 році у Фінляндії і належить Українському науково-дослідному центру екології моря. Воно укомплектоване сімома лабораторіями та здане виконувати комплекс гідрофізичних, гідрохімічних, гідробіологічних, метеорологічних, радіоекологічних та геоекологічних досліджень води, донних відкладів та морських організмів.
з 2010 року корабель, через відсутність коштів на ремонт, простоював у порту «Південний».
У 2018 році Міністерством екології та природних ресурсів України були виділені кошти на першу фазу ремонту. Зокрема, на ремонт корпусної частини та закупівлі навігаційного обладнання. Ремонт завершено у січні 2019.
Вже в першій половині 2019 року розпочнеться друга фаза ремонту, а саме ходової установки та встановлення навігаційного обладнання.
Заступник Міністра екології з питань європейської інтеграції Микола Кузьо висловив сподівання, що вже з 2019 року корабель буде активно використовуватися для екологічного моніторингу Чорного моря у відповідності до вимог Директиви ЄС про морську стратегію та на виконання нещодавно прийнятої постанови КМУ «Про затвердження Порядку здійснення державного моніторингу вод».
«Робота науково-дослідного судна дасть можливість отримати більш точні та повні дані про стан Чорного та Азовського морів і приймати виважені наукові кроки задля подальшого збереження», - розповів Микола Кузьо.
Судно здатне брати проби навіть на 4-кілометровій глибині і одночасно на ньому можуть працювати до 22 вчених.